# Parafia św. Antoniego Padewskiego w Przeźmierowie
Parafia Świętego Antoniego Padewskiego – rzymskokatolicka parafia erygowana 1 sierpnia 1957 roku przez abpa Antoniego Baraniaka, znajdująca się we wsi Przeźmierowo, w gminie Tarnowo Podgórne, w powiecie poznańskim. Należy do dekanatu przeźmierowskiego. 

## Historia parafii
Mimo że Przeźmierowo leży tuż przy granicy Poznania, droga do miasta w latach przedwojennych była bardzo długa. Mieszkańcy osiedla podążali najczęściej pieszo na niedzielną Mszę św. do pobliskiego Lusowa, tutaj bowiem byli „przypisani” terytorialnie przez Archidiecezję Poznańską. Ówczesny proboszcz lusowski, ks. Antoni Czeszewski, bardzo gorliwie zabiegał o utworzenie parafii w Przeźmierowie, napływało tu bowiem wielu nowych ludzi, którzy kupili działki po parcelacji majątku przez Leona Plucińskiego. On to oddał nieodpłatnie teren 1,1 ha pod budowę kościoła w Przeźmierowie. W 1932 r. Kuria Arcybiskupia w Poznaniu wyraziła zgodę na budowę kaplicy. Pierwszym budynkiem sakralnym stała się drewniana kaplica na parceli, należącej do p. Sulerzyskiej-Głogowskiej. Począwszy od czerwca 1937 r. odprawiano tam Msze św. dla ok. trzystu parafian.
W tym samym roku został powołany Komitet Wykonawczy Budowy Kościoła w Przeźmierowie. Pod koniec 1937 roku została ostatecznie sfinalizowana sprawa przekazania gruntu o powierzchni 11 680 m kw. na rzecz kościoła. Budowali go sami mieszkańcy przy wydatnym dofinansowaniu dziedzica Kawczyńskiego, właściciela sąsiedniego majątku Baranowo, który sam będąc kalwinem, dał na budowę kościoła w Przeźmierowie 8.000 zł. Ostatecznie zbudowano tzw. dom katolicki; poświęcenia dokonał 8 grudnia 1938 roku bp Walenty Dymek, który przybył do Przeźmierowa w barwnej asyście okolicznych gospodarzy, ubranych w krakowskie stroje. Mimo szesnastu stopni mrozu nie zabrakło żadnego mieszkańca.
W czasie wojny kościół zamknięto; został wykorzystany przez Niemców jako magazyn. W 1947 r. grono parafian wystosowało prośbę do władz kościelnych o nadanie kościołowi w Przeźmierowie osobowości prawnej i erygowanie parafii. Niestety, ze względu na małą ilość wiernych odmówiono tejże prośbie. Ale – niezrażeni kolejnymi odmowami mieszkańcy Przeźmierowa – w 1954 roku ponowili starania o powstanie parafii w Przeźmierowie; do petycji przyłączyli się mieszkańcy Baranowa, administracyjnie bowiem należeli do kościoła w Kiekrzu lub Krzyżownikach. Rozpoczęły się starania Kurii w Wojewódzkiej Radzie Narodowej o pozwolenie utworzenia nowej parafii. Niestety, w 1955 roku odmówiono tej prośbie. Kolejna petycja mieszkańców Przeźmierowa i Baranowa do wojewódzkich władz w grudniu 1956 r. przyniosła upragnione pozwolenie: w kwietniu 1957 roku Prezydium WRN w Poznaniu wyraziło zgodę na powstanie parafii w Przeźmierowie.
20 lipca 1957 roku został podpisany dekret erekcji parafii, a z dniem 1 sierpnia 1957 r. arcybiskup Metropolita Poznański Antoni Baraniak erygował parafię pw. św. Antoniego Padewskiego w Przeźmierowie. Do parafii zostały włączone miejscowości: Baranówko, Baranowo i Wysogotowo od strony Przeźmierowa do Szosy Bukowskiej. Nowo powstała parafia przynależała pierwotnie do dekanatu poznańskiego. Pierwszym proboszczem został ks. Edward Tomaszewski. Miał przed sobą niełatwe zadanie – stworzenie nowej parafii w trudnych czasach powojennych. Mieszkania użyczył mu p. Stanisław Kanikowski, a prof. Głogowski oddał do kościoła fisharmonię; p. Stefan Wiśniewski wespół z innymi parafianami wspierał nie tylko dobrymi radami, ale i „groszem”, tak bardzo potrzebnym do urządzenia kościoła, jako złotnik odnawiał naczynia liturgiczne. Z inicjatywy ks. Tomaszewskiego wykonano piękny drewniany sufit w kościele i odmalowano kościół. Był proboszczem w parafii przeźmierowskiej w latach 1957–1971.
1 lipca 1971 roku objął parafię ks. Jan Szkopek. Przeźmierowo było wtedy dość młodym osiedlem, nieustannie napływali nowi ludzie. Mały kościółek, przerobiony z domu katolickiego, brak cmentarza, plebanii – to wszystko nie przestraszyło młodego proboszcza. Niezwłocznie podjął działania. Umiał przekonać parafian do swoich pomysłów, zachęcał i – co ważne – nigdy nie prosił o pieniądze. Ofiary parafian były zawsze dobrowolne. Po sześciu latach usilnych zabiegów ks. Szkopek uzyskał pozwolenie na budowę plebanii; w 1977 roku rozpoczęto budowę i w ciągu półtora roku postawiono budynek. Wkrótce zbudowano też salki katechetyczne z pełnym wyposażeniem. W 1982 roku powstał cmentarz parafialny. W następnych latach jego teren został powiększony o kolejne metry. Obecnie (2024) ma powierzchnię ok. pięciu hektarów. Ukoronowaniem działań ks. Szopka stała się budowa nowej świątyni w Przeźmierowie. Stary kościół okazał się zbyt mały. W 1998 roku zostało wydane oficjalne pozwolenie na budowę nowego kościoła. Budowa trwała zaledwie pięć lat. 13 listopada 2007 roku uroczystego poświęcenia kościoła dokonał arcybiskup Stanisław Gądecki.

## Proboszczowie
- ks. Edward Tomaszewski – pierwszy proboszcz parafii w Przeźmierowie (1957–1971)
- ks. Jan Szkopek (1971–2008, zm. 2010)
- ks. Tomasz Szukalski (od 1 lipca 2008)[2]

## Grupy działające w parafii
W wspólnocie parafialnej działają następujący grupy:
- Liturgiczna Służba Ołtarza
- Nadzwyczajni Szafarze Komunii Świętej
- Schola Gaudium
- Schola Antośki
- Chór parafialny Antonius
- Ruch Światło-Życie w tym: Oaza Młodych i Oaza Dorosłych
- Domowy Kościół
- Krąg biblijny
- Ruch Nieustającego Różańca
- Róże Żywego Różańca
- Grupa św. Ojca Pio
- Grupa modlitewna Effatha
- Oaza
- Caritas